# Auguste von Preußen (1780–1841)

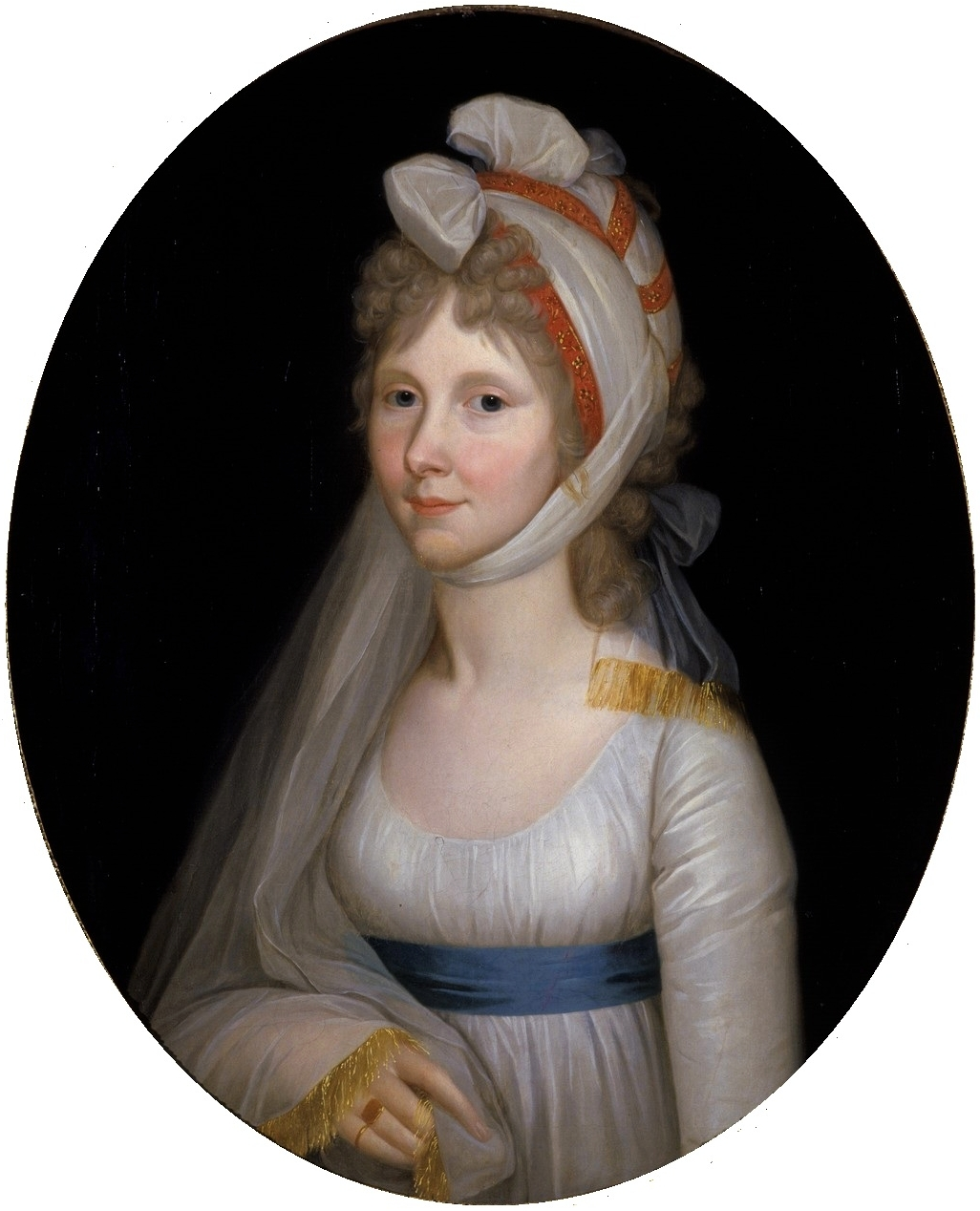
Auguste von Preußen, Porträt von Wilhelm Böttner um 1800

Prinzessin Christine Friederike Auguste von Preußen (* 1. Mai 1780 in Potsdam; † 19. Februar 1841 in Kassel) war Kurfürstin von Hessen. Sie war die Tochter von König Friedrich Wilhelm II. von Preußen und Friederike Luise, geborene Prinzessin von Hessen-Darmstadt. Sie war eine begabte Malerin. Unter den von ihr hinterlassenen Werken befinden sich auch Selbstporträts.

## Leben
Auguste von Preußen heiratete 1797 den späteren Kurfürsten Wilhelm II. von Hessen-Kassel (1777–1847). Aus dieser Ehe gingen hervor:
1. Wilhelm Friedrich Karl Ludwig (* 9. April 1798 in Hanau; † 25. Oktober 1802 ebenda)[1]
2. Caroline (* 29. Juli 1799, Schloss Philippsruhe; † 28. November 1854 in Kassel), unverheiratet
3. Luise Friederike (* 3. April 1801 in Hanau; † 28. September 1803, Schloss Philippsruhe)[1]
4. Kurfürst Friedrich Wilhelm (1802–1875) – verheiratet mit Gertrude Lehmann (1803–1882)
5. Marie Friederike Christine (* 6. September 1804 in Hanau; † 1. Januar 1888 in Meiningen) – heiratete am 23. März 1825 Bernhard II., Herzog von Sachsen-Meiningen (1800–1882)
6. Friedrich Wilhelm Ferdinand (* 9. Oktober 1806 in Berlin; † 21. November 1806 ebenda)

Die Ehe von Auguste und Wilhelm war politisch entstanden. Die beiden vertrugen sich nur schlecht. Das ging bis zu tätlichen Auseinandersetzungen. Schon bald nach der Geburt der letzten Tochter bestand die Ehe nur noch auf dem Papier. 

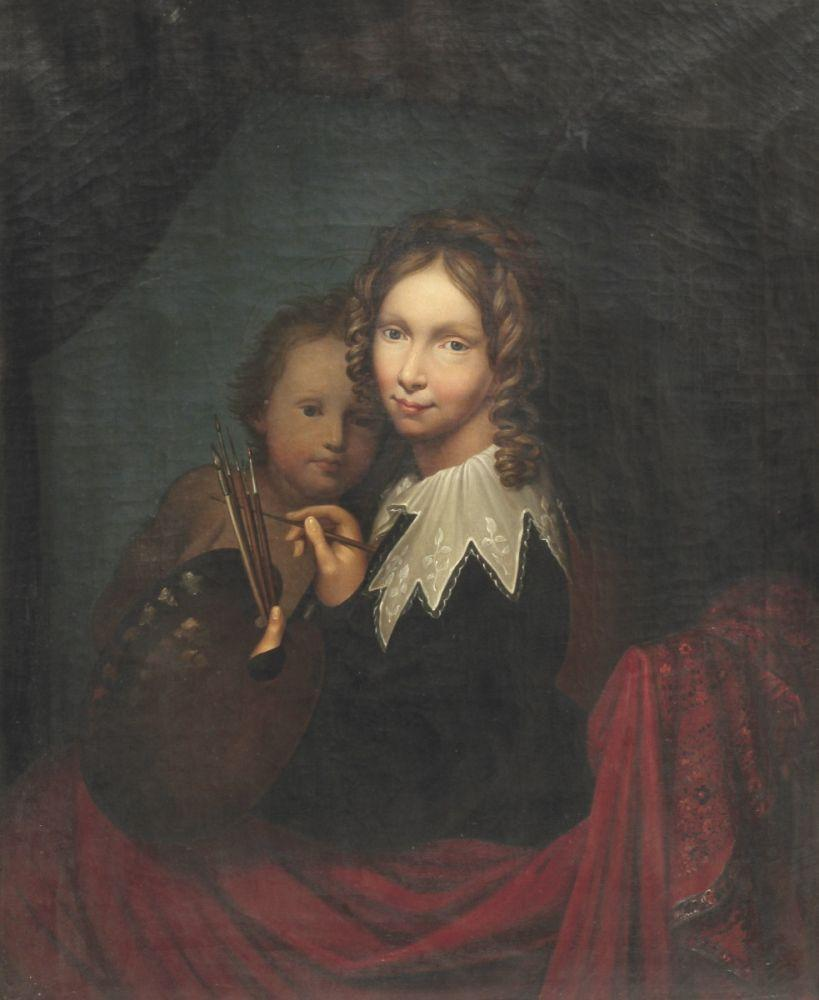
Kurprinzessin Auguste die Sixtinische Madonna kopierend, Friedrich Bury

Seit sich Wilhelm ab 1813 die Mätresse Emilie Ortlöpp hielt, lebten die Ehepartner getrennt und schlossen 1815 einen zunächst geheim gehaltenen Trennungsvertrag. Für die nächsten zehn Jahre befehdeten sich die beiden noch in Kassel. Die Kurfürstin zog in das Schloss Schönfeld bei Kassel, Wilhelm lebte mit der von ihm 1821 zur Gräfin von Reichenbach erhobenen Emilie zusammen. Um die Kurfürstin bildete sich ein zum Kurfürsten oppositioneller, der Romantik nahestehender Zirkel, benannt nach dem Wohnsitz der Kurfürstin als „Schönfelder Kreis“, dem neben Kurfürstin und Kurprinz auch der in Kurhessen später führende Minister Ludwig Hassenpflug, Joseph von Radowitz, die Brüder Grimm und andere Intellektuelle angehörten. 

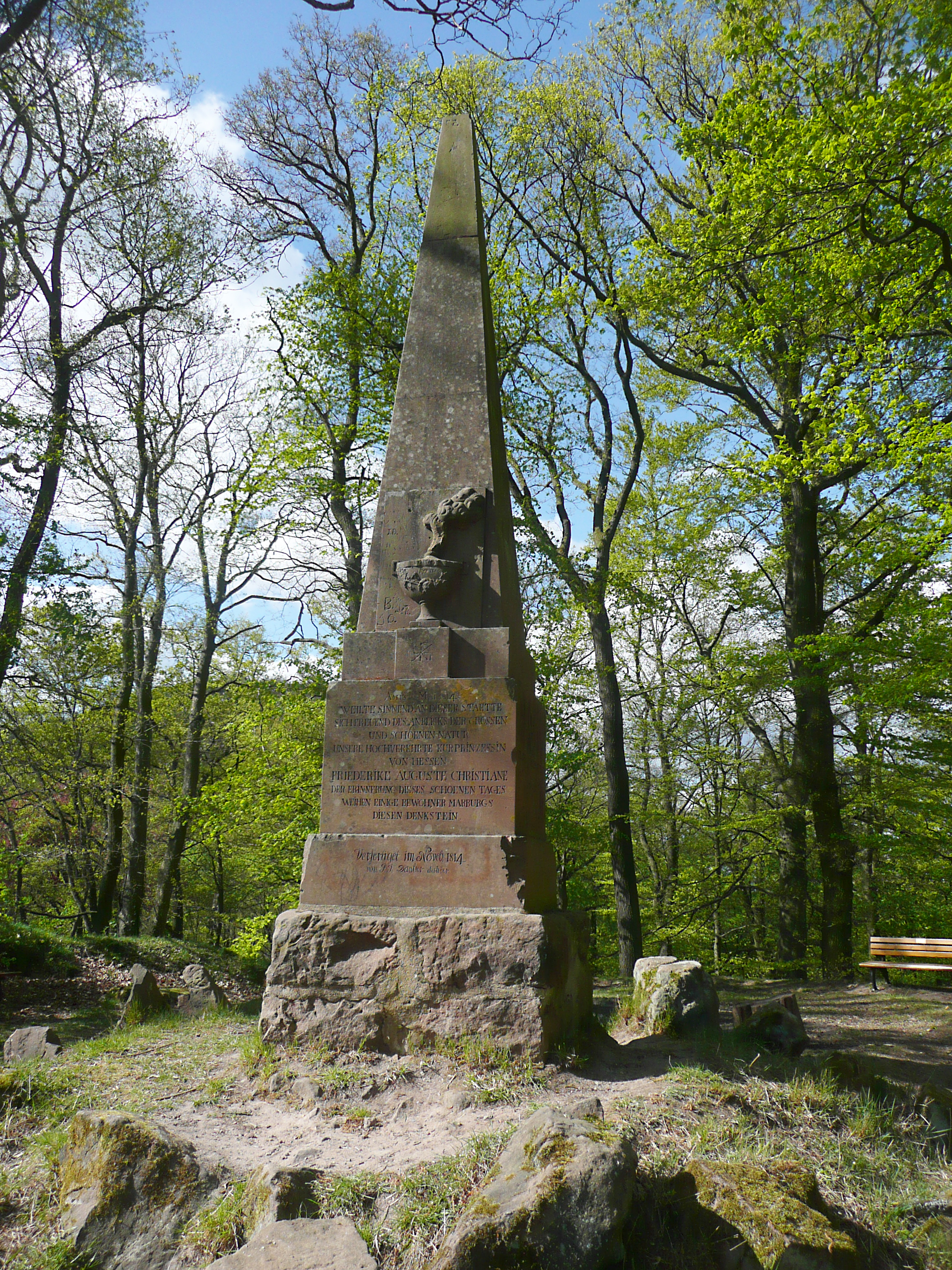
Obelisk auf der Augustenruhe in Marburg zum Gedenken an einen kurzen Besuch von Auguste von Preußen 1814

Dieser Kreis wurde vom Kurfürsten 1823 gesprengt, indem er dessen Mitglieder, soweit sie Staatsbeamte und Offiziere waren, in die Provinz versetzte und den Kurprinzen ins „Exil“ nach Marburg schickte. Die Kurfürstin begab sich dann 1826 ins Exil nach Den Haag, Koblenz, Bonn und 1828 nach Fulda (wohin 1830/31 auch ihr Sohn Friedrich Wilhelm mit seinem Regiment „Kurprinz“ kam), bevor sie 1831 anlässlich der Verfassungsfeiern nach Kassel zurückkehrte, das ihr Gatte aufgrund der revolutionären Ereignisse der Jahre 1830/31 inzwischen mit Emilie verlassen hatte. Nach 1831 geriet Auguste in Konflikt mit ihrem Sohn, der seit Oktober als Mitregent faktisch die Herrschaft in Kurhessen übernommen hatte.

## Ehrungen
In Marburg ist das Ausflugsziel Augustenruhe nach der Kurfürstin benannt. Marburger Bürger stifteten 1814 zu ihren Ehren einen Obelisk an diesem Standort mit der Inschrift „Am 13ten Mai 1814 weilte sinnend an dieser Stätte sich freuend des Anblicks der Grossen und schönen Natur unsere hochverehrte Kurprinzessin von Hessen, Friederike Auguste Christiane. Der Erinnerung dieses schönen Tages weihen einige Bewohner Marburgs diesen Gedenkstein.“ Der Obelisk wird dem Denkmaltyp des Fürsten-Denkmals in der freien Natur zugerechnet. Dieser Denkmaltyp entwickelte sich, ausgehend von England, im späten 18. Jahrhundert und steht für das Zeitalter der „Empfindsamkeit“.

## Abstammung
| Friedrich I. (König in Preußen) ⚭ Sophie Charlotte | Friedrich I. (König in Preußen) ⚭ Sophie Charlotte | Friedrich I. (König in Preußen) ⚭ Sophie Charlotte | Friedrich I. (König in Preußen) ⚭ Sophie Charlotte | Friedrich I. (König in Preußen) ⚭ Sophie Charlotte | Friedrich I. (König in Preußen) ⚭ Sophie Charlotte |  |  | Georg I. (König von Großbritannien) ⚭ Sophie Dorothea | Georg I. (König von Großbritannien) ⚭ Sophie Dorothea | Georg I. (König von Großbritannien) ⚭ Sophie Dorothea | Georg I. (König von Großbritannien) ⚭ Sophie Dorothea | Georg I. (König von Großbritannien) ⚭ Sophie Dorothea | Georg I. (König von Großbritannien) ⚭ Sophie Dorothea |  |  | Ferdinand Albrecht I. (Herzog von Braunschweig-Wolfenbüttel-Bevern) ⚭ Christine | Ferdinand Albrecht I. (Herzog von Braunschweig-Wolfenbüttel-Bevern) ⚭ Christine | Ferdinand Albrecht I. (Herzog von Braunschweig-Wolfenbüttel-Bevern) ⚭ Christine | Ferdinand Albrecht I. (Herzog von Braunschweig-Wolfenbüttel-Bevern) ⚭ Christine | Ferdinand Albrecht I. (Herzog von Braunschweig-Wolfenbüttel-Bevern) ⚭ Christine | Ferdinand Albrecht I. (Herzog von Braunschweig-Wolfenbüttel-Bevern) ⚭ Christine |  |  | Ludwig Rudolf (Herzog von Braunschweig-Lüneburg) ⚭ Christine Luise | Ludwig Rudolf (Herzog von Braunschweig-Lüneburg) ⚭ Christine Luise | Ludwig Rudolf (Herzog von Braunschweig-Lüneburg) ⚭ Christine Luise | Ludwig Rudolf (Herzog von Braunschweig-Lüneburg) ⚭ Christine Luise | Ludwig Rudolf (Herzog von Braunschweig-Lüneburg) ⚭ Christine Luise | Ludwig Rudolf (Herzog von Braunschweig-Lüneburg) ⚭ Christine Luise |  |  | Ernst Ludwig (Landgraf von Hessen-Darmstadt) ⚭ Dorothea Charlotte | Ernst Ludwig (Landgraf von Hessen-Darmstadt) ⚭ Dorothea Charlotte | Ernst Ludwig (Landgraf von Hessen-Darmstadt) ⚭ Dorothea Charlotte | Ernst Ludwig (Landgraf von Hessen-Darmstadt) ⚭ Dorothea Charlotte | Ernst Ludwig (Landgraf von Hessen-Darmstadt) ⚭ Dorothea Charlotte | Ernst Ludwig (Landgraf von Hessen-Darmstadt) ⚭ Dorothea Charlotte |  |  | Johann Reinhard III. (Graf von Hanau-Lichtenberg) ⚭ Dorothea Friederike | Johann Reinhard III. (Graf von Hanau-Lichtenberg) ⚭ Dorothea Friederike | Johann Reinhard III. (Graf von Hanau-Lichtenberg) ⚭ Dorothea Friederike | Johann Reinhard III. (Graf von Hanau-Lichtenberg) ⚭ Dorothea Friederike | Johann Reinhard III. (Graf von Hanau-Lichtenberg) ⚭ Dorothea Friederike | Johann Reinhard III. (Graf von Hanau-Lichtenberg) ⚭ Dorothea Friederike |  |  | Christian II. (Pfalzgraf und Herzog von Pfalz-Zweibrücken-Birkenfeld) ⚭ Katharina Agathe | Christian II. (Pfalzgraf und Herzog von Pfalz-Zweibrücken-Birkenfeld) ⚭ Katharina Agathe | Christian II. (Pfalzgraf und Herzog von Pfalz-Zweibrücken-Birkenfeld) ⚭ Katharina Agathe | Christian II. (Pfalzgraf und Herzog von Pfalz-Zweibrücken-Birkenfeld) ⚭ Katharina Agathe | Christian II. (Pfalzgraf und Herzog von Pfalz-Zweibrücken-Birkenfeld) ⚭ Katharina Agathe | Christian II. (Pfalzgraf und Herzog von Pfalz-Zweibrücken-Birkenfeld) ⚭ Katharina Agathe |  |  | Ludwig Kraft (Graf von Saarbrücken und Saarwerden) ⚭ Philippine Henriette zu Hohenlohe-Langenburg | Ludwig Kraft (Graf von Saarbrücken und Saarwerden) ⚭ Philippine Henriette zu Hohenlohe-Langenburg | Ludwig Kraft (Graf von Saarbrücken und Saarwerden) ⚭ Philippine Henriette zu Hohenlohe-Langenburg | Ludwig Kraft (Graf von Saarbrücken und Saarwerden) ⚭ Philippine Henriette zu Hohenlohe-Langenburg | Ludwig Kraft (Graf von Saarbrücken und Saarwerden) ⚭ Philippine Henriette zu Hohenlohe-Langenburg | Ludwig Kraft (Graf von Saarbrücken und Saarwerden) ⚭ Philippine Henriette zu Hohenlohe-Langenburg |  |  |  |  |  |  |  |  |  |  |  |  |  |  |  |  |  |  |  |  |  |  |  |  |  |  |  |  |  |  |  |  |  |  |  |  |  |  |  |  |  |  |  |  |  |  |  |  |
| Friedrich I. (König in Preußen) ⚭ Sophie Charlotte | Friedrich I. (König in Preußen) ⚭ Sophie Charlotte | Friedrich I. (König in Preußen) ⚭ Sophie Charlotte | Friedrich I. (König in Preußen) ⚭ Sophie Charlotte | Friedrich I. (König in Preußen) ⚭ Sophie Charlotte | Friedrich I. (König in Preußen) ⚭ Sophie Charlotte |  |  | Georg I. (König von Großbritannien) ⚭ Sophie Dorothea | Georg I. (König von Großbritannien) ⚭ Sophie Dorothea | Georg I. (König von Großbritannien) ⚭ Sophie Dorothea | Georg I. (König von Großbritannien) ⚭ Sophie Dorothea | Georg I. (König von Großbritannien) ⚭ Sophie Dorothea | Georg I. (König von Großbritannien) ⚭ Sophie Dorothea |  |  | Ferdinand Albrecht I. (Herzog von Braunschweig-Wolfenbüttel-Bevern) ⚭ Christine | Ferdinand Albrecht I. (Herzog von Braunschweig-Wolfenbüttel-Bevern) ⚭ Christine | Ferdinand Albrecht I. (Herzog von Braunschweig-Wolfenbüttel-Bevern) ⚭ Christine | Ferdinand Albrecht I. (Herzog von Braunschweig-Wolfenbüttel-Bevern) ⚭ Christine | Ferdinand Albrecht I. (Herzog von Braunschweig-Wolfenbüttel-Bevern) ⚭ Christine | Ferdinand Albrecht I. (Herzog von Braunschweig-Wolfenbüttel-Bevern) ⚭ Christine |  |  | Ludwig Rudolf (Herzog von Braunschweig-Lüneburg) ⚭ Christine Luise | Ludwig Rudolf (Herzog von Braunschweig-Lüneburg) ⚭ Christine Luise | Ludwig Rudolf (Herzog von Braunschweig-Lüneburg) ⚭ Christine Luise | Ludwig Rudolf (Herzog von Braunschweig-Lüneburg) ⚭ Christine Luise | Ludwig Rudolf (Herzog von Braunschweig-Lüneburg) ⚭ Christine Luise | Ludwig Rudolf (Herzog von Braunschweig-Lüneburg) ⚭ Christine Luise |  |  | Ernst Ludwig (Landgraf von Hessen-Darmstadt) ⚭ Dorothea Charlotte | Ernst Ludwig (Landgraf von Hessen-Darmstadt) ⚭ Dorothea Charlotte | Ernst Ludwig (Landgraf von Hessen-Darmstadt) ⚭ Dorothea Charlotte | Ernst Ludwig (Landgraf von Hessen-Darmstadt) ⚭ Dorothea Charlotte | Ernst Ludwig (Landgraf von Hessen-Darmstadt) ⚭ Dorothea Charlotte | Ernst Ludwig (Landgraf von Hessen-Darmstadt) ⚭ Dorothea Charlotte |  |  | Johann Reinhard III. (Graf von Hanau-Lichtenberg) ⚭ Dorothea Friederike | Johann Reinhard III. (Graf von Hanau-Lichtenberg) ⚭ Dorothea Friederike | Johann Reinhard III. (Graf von Hanau-Lichtenberg) ⚭ Dorothea Friederike | Johann Reinhard III. (Graf von Hanau-Lichtenberg) ⚭ Dorothea Friederike | Johann Reinhard III. (Graf von Hanau-Lichtenberg) ⚭ Dorothea Friederike | Johann Reinhard III. (Graf von Hanau-Lichtenberg) ⚭ Dorothea Friederike |  |  | Christian II. (Pfalzgraf und Herzog von Pfalz-Zweibrücken-Birkenfeld) ⚭ Katharina Agathe | Christian II. (Pfalzgraf und Herzog von Pfalz-Zweibrücken-Birkenfeld) ⚭ Katharina Agathe | Christian II. (Pfalzgraf und Herzog von Pfalz-Zweibrücken-Birkenfeld) ⚭ Katharina Agathe | Christian II. (Pfalzgraf und Herzog von Pfalz-Zweibrücken-Birkenfeld) ⚭ Katharina Agathe | Christian II. (Pfalzgraf und Herzog von Pfalz-Zweibrücken-Birkenfeld) ⚭ Katharina Agathe | Christian II. (Pfalzgraf und Herzog von Pfalz-Zweibrücken-Birkenfeld) ⚭ Katharina Agathe |  |  | Ludwig Kraft (Graf von Saarbrücken und Saarwerden) ⚭ Philippine Henriette zu Hohenlohe-Langenburg | Ludwig Kraft (Graf von Saarbrücken und Saarwerden) ⚭ Philippine Henriette zu Hohenlohe-Langenburg | Ludwig Kraft (Graf von Saarbrücken und Saarwerden) ⚭ Philippine Henriette zu Hohenlohe-Langenburg | Ludwig Kraft (Graf von Saarbrücken und Saarwerden) ⚭ Philippine Henriette zu Hohenlohe-Langenburg | Ludwig Kraft (Graf von Saarbrücken und Saarwerden) ⚭ Philippine Henriette zu Hohenlohe-Langenburg | Ludwig Kraft (Graf von Saarbrücken und Saarwerden) ⚭ Philippine Henriette zu Hohenlohe-Langenburg |  |  |  |  |  |  |  |  |  |  |  |  |  |  |  |  |  |  |  |  |  |  |  |  |  |  |  |  |  |  |  |  |  |  |  |  |  |  |  |  |  |  |  |  |  |  |  |  |
| Friedrich Wilhelm I. (König in Preußen)            | Friedrich Wilhelm I. (König in Preußen)            | Friedrich Wilhelm I. (König in Preußen)            | Friedrich Wilhelm I. (König in Preußen)            | Friedrich Wilhelm I. (König in Preußen)            | Friedrich Wilhelm I. (König in Preußen)            |  |  | Sophie Dorothea                                       | Sophie Dorothea                                       | Sophie Dorothea                                       | Sophie Dorothea                                       | Sophie Dorothea                                       | Sophie Dorothea                                       |  |  | Ferdinand Albrecht II. (Herzog von Braunschweig-Wolfenbüttel)                   | Ferdinand Albrecht II. (Herzog von Braunschweig-Wolfenbüttel)                   | Ferdinand Albrecht II. (Herzog von Braunschweig-Wolfenbüttel)                   | Ferdinand Albrecht II. (Herzog von Braunschweig-Wolfenbüttel)                   | Ferdinand Albrecht II. (Herzog von Braunschweig-Wolfenbüttel)                   | Ferdinand Albrecht II. (Herzog von Braunschweig-Wolfenbüttel)                   |  |  | Antoinette Amalie                                                  | Antoinette Amalie                                                  | Antoinette Amalie                                                  | Antoinette Amalie                                                  | Antoinette Amalie                                                  | Antoinette Amalie                                                  |  |  | Ludwig VIII. (Landgraf von Hessen-Darmstadt)                      | Ludwig VIII. (Landgraf von Hessen-Darmstadt)                      | Ludwig VIII. (Landgraf von Hessen-Darmstadt)                      | Ludwig VIII. (Landgraf von Hessen-Darmstadt)                      | Ludwig VIII. (Landgraf von Hessen-Darmstadt)                      | Ludwig VIII. (Landgraf von Hessen-Darmstadt)                      |  |  | Charlotte                                                               | Charlotte                                                               | Charlotte                                                               | Charlotte                                                               | Charlotte                                                               | Charlotte                                                               |  |  | Christian III. (Herzog von Pfalz-Zweibrücken)                                            | Christian III. (Herzog von Pfalz-Zweibrücken)                                            | Christian III. (Herzog von Pfalz-Zweibrücken)                                            | Christian III. (Herzog von Pfalz-Zweibrücken)                                            | Christian III. (Herzog von Pfalz-Zweibrücken)                                            | Christian III. (Herzog von Pfalz-Zweibrücken)                                            |  |  | Karoline                                                                                          | Karoline                                                                                          | Karoline                                                                                          | Karoline                                                                                          | Karoline                                                                                          | Karoline                                                                                          |  |  |  |  |  |  |  |  |  |  |  |  |  |  |  |  |  |  |  |  |  |  |  |  |  |  |  |  |  |  |  |  |  |  |  |  |  |  |  |  |  |  |  |  |  |  |  |  |
| Friedrich Wilhelm I. (König in Preußen)            | Friedrich Wilhelm I. (König in Preußen)            | Friedrich Wilhelm I. (König in Preußen)            | Friedrich Wilhelm I. (König in Preußen)            | Friedrich Wilhelm I. (König in Preußen)            | Friedrich Wilhelm I. (König in Preußen)            |  |  | Sophie Dorothea                                       | Sophie Dorothea                                       | Sophie Dorothea                                       | Sophie Dorothea                                       | Sophie Dorothea                                       | Sophie Dorothea                                       |  |  | Ferdinand Albrecht II. (Herzog von Braunschweig-Wolfenbüttel)                   | Ferdinand Albrecht II. (Herzog von Braunschweig-Wolfenbüttel)                   | Ferdinand Albrecht II. (Herzog von Braunschweig-Wolfenbüttel)                   | Ferdinand Albrecht II. (Herzog von Braunschweig-Wolfenbüttel)                   | Ferdinand Albrecht II. (Herzog von Braunschweig-Wolfenbüttel)                   | Ferdinand Albrecht II. (Herzog von Braunschweig-Wolfenbüttel)                   |  |  | Antoinette Amalie                                                  | Antoinette Amalie                                                  | Antoinette Amalie                                                  | Antoinette Amalie                                                  | Antoinette Amalie                                                  | Antoinette Amalie                                                  |  |  | Ludwig VIII. (Landgraf von Hessen-Darmstadt)                      | Ludwig VIII. (Landgraf von Hessen-Darmstadt)                      | Ludwig VIII. (Landgraf von Hessen-Darmstadt)                      | Ludwig VIII. (Landgraf von Hessen-Darmstadt)                      | Ludwig VIII. (Landgraf von Hessen-Darmstadt)                      | Ludwig VIII. (Landgraf von Hessen-Darmstadt)                      |  |  | Charlotte                                                               | Charlotte                                                               | Charlotte                                                               | Charlotte                                                               | Charlotte                                                               | Charlotte                                                               |  |  | Christian III. (Herzog von Pfalz-Zweibrücken)                                            | Christian III. (Herzog von Pfalz-Zweibrücken)                                            | Christian III. (Herzog von Pfalz-Zweibrücken)                                            | Christian III. (Herzog von Pfalz-Zweibrücken)                                            | Christian III. (Herzog von Pfalz-Zweibrücken)                                            | Christian III. (Herzog von Pfalz-Zweibrücken)                                            |  |  | Karoline                                                                                          | Karoline                                                                                          | Karoline                                                                                          | Karoline                                                                                          | Karoline                                                                                          | Karoline                                                                                          |  |  |  |  |  |  |  |  |  |  |  |  |  |  |  |  |  |  |  |  |  |  |  |  |  |  |  |  |  |  |  |  |  |  |  |  |  |  |  |  |  |  |  |  |  |  |  |  |
|                                                    |                                                    |                                                    |                                                    |                                                    |                                                    |  |  |                                                       |                                                       |                                                       |                                                       |                                                       |                                                       |  |  |                                                                                 |                                                                                 |                                                                                 |                                                                                 |                                                                                 |                                                                                 |  |  |                                                                    |                                                                    |                                                                    |                                                                    |                                                                    |                                                                    |  |  |                                                                   |                                                                   |                                                                   |                                                                   |                                                                   |                                                                   |  |  |                                                                         |                                                                         |                                                                         |                                                                         |                                                                         |                                                                         |  |  |                                                                                          |                                                                                          |                                                                                          |                                                                                          |                                                                                          |                                                                                          |  |  |                                                                                                   |                                                                                                   |                                                                                                   |                                                                                                   |                                                                                                   |                                                                                                   |  |  |  |  |  |  |  |  |  |  |  |  |  |  |  |  |  |  |  |  |  |  |  |  |  |  |  |  |  |  |  |  |  |  |  |  |  |  |  |  |  |  |  |  |  |  |  |  |
|                                                    |                                                    |                                                    |                                                    |                                                    |                                                    |  |  |                                                       |                                                       |                                                       |                                                       |                                                       |                                                       |  |  |                                                                                 |                                                                                 |                                                                                 |                                                                                 |                                                                                 |                                                                                 |  |  |                                                                    |                                                                    |                                                                    |                                                                    |                                                                    |                                                                    |  |  |                                                                   |                                                                   |                                                                   |                                                                   |                                                                   |                                                                   |  |  |                                                                         |                                                                         |                                                                         |                                                                         |                                                                         |                                                                         |  |  |                                                                                          |                                                                                          |                                                                                          |                                                                                          |                                                                                          |                                                                                          |  |  |                                                                                                   |                                                                                                   |                                                                                                   |                                                                                                   |                                                                                                   |                                                                                                   |  |  |  |  |  |  |  |  |  |  |  |  |  |  |  |  |  |  |  |  |  |  |  |  |  |  |  |  |  |  |  |  |  |  |  |  |  |  |  |  |  |  |  |  |  |  |  |  |
| Friedrich II. (König von Preußen)                  | Friedrich II. (König von Preußen)                  | Friedrich II. (König von Preußen)                  | Friedrich II. (König von Preußen)                  | Friedrich II. (König von Preußen)                  | Friedrich II. (König von Preußen)                  |  |  | August Wilhelm (Prinz von Preußen)                    | August Wilhelm (Prinz von Preußen)                    | August Wilhelm (Prinz von Preußen)                    | August Wilhelm (Prinz von Preußen)                    | August Wilhelm (Prinz von Preußen)                    | August Wilhelm (Prinz von Preußen)                    |  |  | Luise Amalie (Prinzessin von Preußen)                                           | Luise Amalie (Prinzessin von Preußen)                                           | Luise Amalie (Prinzessin von Preußen)                                           | Luise Amalie (Prinzessin von Preußen)                                           | Luise Amalie (Prinzessin von Preußen)                                           | Luise Amalie (Prinzessin von Preußen)                                           |  |  |                                                                    |                                                                    |                                                                    |                                                                    |                                                                    |                                                                    |  |  |                                                                   |                                                                   |                                                                   |                                                                   |                                                                   |                                                                   |  |  | Ludwig IX. (Landgraf von Hessen-Darmstadt)                              | Ludwig IX. (Landgraf von Hessen-Darmstadt)                              | Ludwig IX. (Landgraf von Hessen-Darmstadt)                              | Ludwig IX. (Landgraf von Hessen-Darmstadt)                              | Ludwig IX. (Landgraf von Hessen-Darmstadt)                              | Ludwig IX. (Landgraf von Hessen-Darmstadt)                              |  |  | Karoline (Landgräfin von Hessen-Darmstadt)                                               | Karoline (Landgräfin von Hessen-Darmstadt)                                               | Karoline (Landgräfin von Hessen-Darmstadt)                                               | Karoline (Landgräfin von Hessen-Darmstadt)                                               | Karoline (Landgräfin von Hessen-Darmstadt)                                               | Karoline (Landgräfin von Hessen-Darmstadt)                                               |  |  |                                                                                                   |                                                                                                   |                                                                                                   |                                                                                                   |                                                                                                   |                                                                                                   |  |  |  |  |  |  |  |  |  |  |  |  |  |  |  |  |  |  |  |  |  |  |  |  |  |  |  |  |  |  |  |  |  |  |  |  |  |  |  |  |  |  |  |  |  |  |  |  |
| Friedrich II. (König von Preußen)                  | Friedrich II. (König von Preußen)                  | Friedrich II. (König von Preußen)                  | Friedrich II. (König von Preußen)                  | Friedrich II. (König von Preußen)                  | Friedrich II. (König von Preußen)                  |  |  | August Wilhelm (Prinz von Preußen)                    | August Wilhelm (Prinz von Preußen)                    | August Wilhelm (Prinz von Preußen)                    | August Wilhelm (Prinz von Preußen)                    | August Wilhelm (Prinz von Preußen)                    | August Wilhelm (Prinz von Preußen)                    |  |  | Luise Amalie (Prinzessin von Preußen)                                           | Luise Amalie (Prinzessin von Preußen)                                           | Luise Amalie (Prinzessin von Preußen)                                           | Luise Amalie (Prinzessin von Preußen)                                           | Luise Amalie (Prinzessin von Preußen)                                           | Luise Amalie (Prinzessin von Preußen)                                           |  |  |                                                                    |                                                                    |                                                                    |                                                                    |                                                                    |                                                                    |  |  |                                                                   |                                                                   |                                                                   |                                                                   |                                                                   |                                                                   |  |  | Ludwig IX. (Landgraf von Hessen-Darmstadt)                              | Ludwig IX. (Landgraf von Hessen-Darmstadt)                              | Ludwig IX. (Landgraf von Hessen-Darmstadt)                              | Ludwig IX. (Landgraf von Hessen-Darmstadt)                              | Ludwig IX. (Landgraf von Hessen-Darmstadt)                              | Ludwig IX. (Landgraf von Hessen-Darmstadt)                              |  |  | Karoline (Landgräfin von Hessen-Darmstadt)                                               | Karoline (Landgräfin von Hessen-Darmstadt)                                               | Karoline (Landgräfin von Hessen-Darmstadt)                                               | Karoline (Landgräfin von Hessen-Darmstadt)                                               | Karoline (Landgräfin von Hessen-Darmstadt)                                               | Karoline (Landgräfin von Hessen-Darmstadt)                                               |  |  |                                                                                                   |                                                                                                   |                                                                                                   |                                                                                                   |                                                                                                   |                                                                                                   |  |  |  |  |  |  |  |  |  |  |  |  |  |  |  |  |  |  |  |  |  |  |  |  |  |  |  |  |  |  |  |  |  |  |  |  |  |  |  |  |  |  |  |  |  |  |  |  |
|                                                    |                                                    |                                                    |                                                    |                                                    |                                                    |  |  |                                                       |                                                       |                                                       |                                                       |                                                       |                                                       |  |  |                                                                                 |                                                                                 |                                                                                 |                                                                                 |                                                                                 |                                                                                 |  |  |                                                                    |                                                                    |                                                                    |                                                                    |                                                                    |                                                                    |  |  |                                                                   |                                                                   |                                                                   |                                                                   |                                                                   |                                                                   |  |  |                                                                         |                                                                         |                                                                         |                                                                         |                                                                         |                                                                         |  |  |                                                                                          |                                                                                          |                                                                                          |                                                                                          |                                                                                          |                                                                                          |  |  |                                                                                                   |                                                                                                   |                                                                                                   |                                                                                                   |                                                                                                   |                                                                                                   |  |  |  |  |  |  |  |  |  |  |  |  |  |  |  |  |  |  |  |  |  |  |  |  |  |  |  |  |  |  |  |  |  |  |  |  |  |  |  |  |  |  |  |  |  |  |  |  |
|                                                    |                                                    |                                                    |                                                    |                                                    |                                                    |  |  |                                                       |                                                       |                                                       |                                                       |                                                       |                                                       |  |  |                                                                                 |                                                                                 |                                                                                 |                                                                                 |                                                                                 |                                                                                 |  |  |                                                                    |                                                                    |                                                                    |                                                                    |                                                                    |                                                                    |  |  |                                                                   |                                                                   |                                                                   |                                                                   |                                                                   |                                                                   |  |  |                                                                         |                                                                         |                                                                         |                                                                         |                                                                         |                                                                         |  |  |                                                                                          |                                                                                          |                                                                                          |                                                                                          |                                                                                          |                                                                                          |  |  |                                                                                                   |                                                                                                   |                                                                                                   |                                                                                                   |                                                                                                   |                                                                                                   |  |  |  |  |  |  |  |  |  |  |  |  |  |  |  |  |  |  |  |  |  |  |  |  |  |  |  |  |  |  |  |  |  |  |  |  |  |  |  |  |  |  |  |  |  |  |  |  |
|                                                    |                                                    |                                                    |                                                    |                                                    |                                                    |  |  | Wilhelmine (Erbstatthalterin der Niederlande)         | Wilhelmine (Erbstatthalterin der Niederlande)         | Wilhelmine (Erbstatthalterin der Niederlande)         | Wilhelmine (Erbstatthalterin der Niederlande)         | Wilhelmine (Erbstatthalterin der Niederlande)         | Wilhelmine (Erbstatthalterin der Niederlande)         |  |  | Heinrich (preußischer Offizier)                                                 | Heinrich (preußischer Offizier)                                                 | Heinrich (preußischer Offizier)                                                 | Heinrich (preußischer Offizier)                                                 | Heinrich (preußischer Offizier)                                                 | Heinrich (preußischer Offizier)                                                 |  |  | Friedrich Wilhelm II. (König von Preußen)                          | Friedrich Wilhelm II. (König von Preußen)                          | Friedrich Wilhelm II. (König von Preußen)                          | Friedrich Wilhelm II. (König von Preußen)                          | Friedrich Wilhelm II. (König von Preußen)                          | Friedrich Wilhelm II. (König von Preußen)                          |  |  | Friederike Luise (Königin von Preußen)                            | Friederike Luise (Königin von Preußen)                            | Friederike Luise (Königin von Preußen)                            | Friederike Luise (Königin von Preußen)                            | Friederike Luise (Königin von Preußen)                            | Friederike Luise (Königin von Preußen)                            |  |  |                                                                         |                                                                         |                                                                         |                                                                         |                                                                         |                                                                         |  |  |                                                                                          |                                                                                          |                                                                                          |                                                                                          |                                                                                          |                                                                                          |  |  |                                                                                                   |                                                                                                   |                                                                                                   |                                                                                                   |                                                                                                   |                                                                                                   |  |  |  |  |  |  |  |  |  |  |  |  |  |  |  |  |  |  |  |  |  |  |  |  |  |  |  |  |  |  |  |  |  |  |  |  |  |  |  |  |  |  |  |  |  |  |  |  |
|                                                    |                                                    |                                                    |                                                    |                                                    |                                                    |  |  | Wilhelmine (Erbstatthalterin der Niederlande)         | Wilhelmine (Erbstatthalterin der Niederlande)         | Wilhelmine (Erbstatthalterin der Niederlande)         | Wilhelmine (Erbstatthalterin der Niederlande)         | Wilhelmine (Erbstatthalterin der Niederlande)         | Wilhelmine (Erbstatthalterin der Niederlande)         |  |  | Heinrich (preußischer Offizier)                                                 | Heinrich (preußischer Offizier)                                                 | Heinrich (preußischer Offizier)                                                 | Heinrich (preußischer Offizier)                                                 | Heinrich (preußischer Offizier)                                                 | Heinrich (preußischer Offizier)                                                 |  |  | Friedrich Wilhelm II. (König von Preußen)                          | Friedrich Wilhelm II. (König von Preußen)                          | Friedrich Wilhelm II. (König von Preußen)                          | Friedrich Wilhelm II. (König von Preußen)                          | Friedrich Wilhelm II. (König von Preußen)                          | Friedrich Wilhelm II. (König von Preußen)                          |  |  | Friederike Luise (Königin von Preußen)                            | Friederike Luise (Königin von Preußen)                            | Friederike Luise (Königin von Preußen)                            | Friederike Luise (Königin von Preußen)                            | Friederike Luise (Königin von Preußen)                            | Friederike Luise (Königin von Preußen)                            |  |  |                                                                         |                                                                         |                                                                         |                                                                         |                                                                         |                                                                         |  |  |                                                                                          |                                                                                          |                                                                                          |                                                                                          |                                                                                          |                                                                                          |  |  |                                                                                                   |                                                                                                   |                                                                                                   |                                                                                                   |                                                                                                   |                                                                                                   |  |  |  |  |  |  |  |  |  |  |  |  |  |  |  |  |  |  |  |  |  |  |  |  |  |  |  |  |  |  |  |  |  |  |  |  |  |  |  |  |  |  |  |  |  |  |  |  |
|                                                    |                                                    |                                                    |                                                    |                                                    |                                                    |  |  |                                                       |                                                       |                                                       |                                                       |                                                       |                                                       |  |  |                                                                                 |                                                                                 |                                                                                 |                                                                                 |                                                                                 |                                                                                 |  |  |                                                                    |                                                                    |                                                                    |                                                                    |                                                                    |                                                                    |  |  |                                                                   |                                                                   |                                                                   |                                                                   |                                                                   |                                                                   |  |  |                                                                         |                                                                         |                                                                         |                                                                         |                                                                         |                                                                         |  |  |                                                                                          |                                                                                          |                                                                                          |                                                                                          |                                                                                          |                                                                                          |  |  |                                                                                                   |                                                                                                   |                                                                                                   |                                                                                                   |                                                                                                   |                                                                                                   |  |  |  |  |  |  |  |  |  |  |  |  |  |  |  |  |  |  |  |  |  |  |  |  |  |  |  |  |  |  |  |  |  |  |  |  |  |  |  |  |  |  |  |  |  |  |  |  |
|                                                    |                                                    |                                                    |                                                    |                                                    |                                                    |  |  |                                                       |                                                       |                                                       |                                                       |                                                       |                                                       |  |  |                                                                                 |                                                                                 |                                                                                 |                                                                                 |                                                                                 |                                                                                 |  |  |                                                                    |                                                                    |                                                                    |                                                                    |                                                                    |                                                                    |  |  |                                                                   |                                                                   |                                                                   |                                                                   |                                                                   |                                                                   |  |  |                                                                         |                                                                         |                                                                         |                                                                         |                                                                         |                                                                         |  |  |                                                                                          |                                                                                          |                                                                                          |                                                                                          |                                                                                          |                                                                                          |  |  |                                                                                                   |                                                                                                   |                                                                                                   |                                                                                                   |                                                                                                   |                                                                                                   |  |  |  |  |  |  |  |  |  |  |  |  |  |  |  |  |  |  |  |  |  |  |  |  |  |  |  |  |  |  |  |  |  |  |  |  |  |  |  |  |  |  |  |  |  |  |  |  |
|                                                    |                                                    |                                                    |                                                    |                                                    |                                                    |  |  | Friedrich Wilhelm III. (König von Preußen)            | Friedrich Wilhelm III. (König von Preußen)            | Friedrich Wilhelm III. (König von Preußen)            | Friedrich Wilhelm III. (König von Preußen)            | Friedrich Wilhelm III. (König von Preußen)            | Friedrich Wilhelm III. (König von Preußen)            |  |  | Ludwig (preußischer Generalmajor)                                               | Ludwig (preußischer Generalmajor)                                               | Ludwig (preußischer Generalmajor)                                               | Ludwig (preußischer Generalmajor)                                               | Ludwig (preußischer Generalmajor)                                               | Ludwig (preußischer Generalmajor)                                               |  |  | Wilhelmine (Königin der Niederlande)                               | Wilhelmine (Königin der Niederlande)                               | Wilhelmine (Königin der Niederlande)                               | Wilhelmine (Königin der Niederlande)                               | Wilhelmine (Königin der Niederlande)                               | Wilhelmine (Königin der Niederlande)                               |  |  | Auguste (Kurfürstin von Hessen-Kassel)                            | Auguste (Kurfürstin von Hessen-Kassel)                            | Auguste (Kurfürstin von Hessen-Kassel)                            | Auguste (Kurfürstin von Hessen-Kassel)                            | Auguste (Kurfürstin von Hessen-Kassel)                            | Auguste (Kurfürstin von Hessen-Kassel)                            |  |  | Heinrich                                                                | Heinrich                                                                | Heinrich                                                                | Heinrich                                                                | Heinrich                                                                | Heinrich                                                                |  |  | Wilhelm (Generalgouverneur der Rheinprovinz und Westfalens)                              | Wilhelm (Generalgouverneur der Rheinprovinz und Westfalens)                              | Wilhelm (Generalgouverneur der Rheinprovinz und Westfalens)                              | Wilhelm (Generalgouverneur der Rheinprovinz und Westfalens)                              | Wilhelm (Generalgouverneur der Rheinprovinz und Westfalens)                              | Wilhelm (Generalgouverneur der Rheinprovinz und Westfalens)                              |  |  |                                                                                                   |                                                                                                   |                                                                                                   |                                                                                                   |                                                                                                   |                                                                                                   |  |  |  |  |  |  |  |  |  |  |  |  |  |  |  |  |  |  |  |  |  |  |  |  |  |  |  |  |  |  |  |  |  |  |  |  |  |  |  |  |  |  |  |  |  |  |  |  |